# SNLE 3G
El SNLE 3G (en francés Sous-Marin Nucléaire Lanceur d'Engins de Troisieme Génération, submarino de misiles balísticos nucleares de tercera generación ") es una clase de submarinos en desarrollo para la disuasión nuclear de la Armada francesa, parte de la Force de frappe. Está siendo diseñado como un reemplazo para la clase Le Triomphant actual a partir de 2035 y podría permanecer en servicio hasta 2090.

## Antecedentes
Los actuales submarinos de misiles balísticos franceses, la clase Le Triomphant, entraron en servicio en 1997 y se retirarán alrededor de 2035. Los estudios iniciales para una clase de reemplazo comenzaron en 2017. El inicio de la fase general de diseño detallado para los buques se anunció el 18 de febrero de 2021 por la ministra de las Fuerzas Armadas Florence Parly.
El proyecto está dirigido por la agencia francesa de adquisiciones de defensa, la Direction générale de l'armement, con el apoyo de la Comisión Francesa de Energías Alternativas y Energía Atómica. Se espera que los buques sean construidos por Naval Group en Cherbourg y TechnicAtome. La cadena de suministro involucrará a 200 empresas y 3.000 personas. Se espera que la fase de diseño requiera 15 millones de horas-hombre de esfuerzo y la construcción de cada submarino 20 millones de horas-hombre. Se ha firmado un memorando de entendimiento con Thales Grouppara proporcionar un conjunto de sonar completo para la nueva clase que incluirá un sonar montado en el flanco y en la proa y una matriz remolcada. La suite requerirá el uso de inteligencia artificial para gestionar el aumento de las salidas de datos.
Los comentaristas han estimado el costo del proyecto en alrededor de 40 mil millones de €, aunque el Ministerio de las Fuerzas Armadas ha dicho que es demasiado pronto para proporcionar una estimación. Se espera que la fase de diseño dure alrededor de cinco años.

## Diseño
El plan es construir cuatro submarinos, el mismo número que la clase Le Triomphant. Esto tiene por objeto garantizar que un buque pueda mantenerse permanentemente en el mar y un segundo en el mar o con poca antelación para partir. Los dos buques restantes estarían en mantenimiento. En los despliegues de rutina, se espera que cada buque pase alrededor de 3 meses en el mar a la vez. Los barcos, como sus predecesores, tendrán su base en Île Longue.
Se espera que los submarinos SNLE 3G se unan a la flota a partir de 2035 y permanezcan en servicio hasta 2080-2090. El primer metal se cortará para las embarcaciones en 2023 y los submarinos completos se entregarán a razón de uno cada cinco años a partir de 2035, y el programa se completará en 2050.
Se espera que las embarcaciones sean un poco más largas y de mayor desplazamiento que la clase Le Triomphant. Se espera que tengan un blindaje acústico y magnético mejorado para reducir su visibilidad a los sistemas de detección. Se espera que los buques tengan un diseño similar al de sus predecesores. Llevarán alrededor de 100 tripulantes y estarán armados con 16 misiles nucleares M51. El M51, que actualmente se utiliza en la clase Le Triomphant, se actualizará y desarrollará en el futuro. El SNLE 3G contará con una popa en forma de X como se introdujo en el submarino de ataque clase Barracuda. El SNLE 3G estará alimentado por el mismo reactor nuclear K15 que se usa en la clase Barracuda.

## Galería
|                           |
| Ilustración de un SNLE 3G |

|           |
| Modelo 3D |

|                                |
| Vistas alrededor del submarino |